# Agorà Weekend
Agorà Weekend è stato un programma televisivo italiano e spin-off di Agorà, di genere talk show, in onda su Rai 3 dall'11 settembre 2021 al 1° giugno 2025. Il programma veniva trasmesso il sabato e la domenica dalle 8:00 alle 9:00 dal Centro di produzione Rai di Napoli.

## Il programma
Il programma nasce per accendere il mattino del weekend di Rai 3, come il programma madre si occupa di raccontare i temi di attualità e politica, grazie al dibattito in studio, collegamenti e servizi.

## Rubriche del programma

### Poggi qui, domani là
Rubrica condotta da Alessandro Poggi sui temi di costume e società principali del giorno.

## Edizioni
| Edizione | Periodo           | Periodo        | Conduzione    | Puntate | Studio                                     |
| Edizione | Inizio            | Fine           | Conduzione    | Puntate | Studio                                     |
| -------- | ----------------- | -------------- | ------------- | ------- | ------------------------------------------ |
| 1ª       | 11 settembre 2021 | 5 giugno 2022  | Giusi Sansone | 74      | TV1 del Centro di produzione Rai di Napoli |
| 2ª       | 17 settembre 2022 | 11 giugno 2023 | Giusi Sansone | 74      | TV1 del Centro di produzione Rai di Napoli |
| 3ª       | 16 settembre 2023 | 2 giugno 2024  | Sara Mariani  | 69      | TV1 del Centro di produzione Rai di Napoli |
| 4ª       | 7 settembre 2024  | 1º giugno 2025 | Sara Mariani  | 72      | TV1 del Centro di produzione Rai di Napoli |